# Molí de Cal Muntaner (Olivella)
El Molí de Cal Muntaner és un edifici d'Olivella (Garraf) inclosa a l'Inventari del Patrimoni Arquitectònic de Catalunya.

## Descripció
Està situat als voltants de la masia de Cal Muntaner.
Es tracta d'un molí d'aigua de roda vertical, tipologia preindustral habitual al segle xix. Es conserva la roda de calaixos i part de l'engranatge. Les restes de l'estructura arquitectònica, murs paredats amb pedra treballada, es troben pràcticament coberts per la vegetació circumdant.